# Francesco Maria Machiavelli
Francesco Maria  oder Macchiavelli (* 1608 oder 1610 in Florenz; † 20. oder 22. November 1653 in Ferrara) war ein italienischer Kardinal und Patriarch.

## Herkunft und Werdegang
Als drittgeborener Sohn von Filippo Machiavelli und Maria Magalotti konnte er sich durch seine Mutter einer illustren Verwandtschaft rühmen, die seine kirchlichen Laufbahn begünstigte. Er war nicht nur Neffe von Kardinal Lorenzo Magalotti, sondern auch mit Maffeo Barberini verwandt, da seine Tante Costanza Magalotti dessen Bruder Carlo Barberini heiratete. Als Maffeo Barberini unter dem Namen Urban VIII. zum Papst gewählt wurde, wurde Machiavelli nach Rom geschickt, um dort am Seminar zu studieren (zuerst Grammatik und Geisteswissenschaften, dann Jura). In sehr jungem Alter wurde er vom Papst zum Kanoniker am Petersdom ernannt.
Als im Dezember 1633 Benedetto Monaldi Baldeschi zum Kardinal erhoben wurde, schlug wiederum der Papst Machiavelli zum Auditor der Römischen Rota vor. Er behielt dieses Amt bis 1638. Am 11. Oktober 1638 erhielt er mit Dispens die Diözese von Ferrara, wegen Nichterreichen des kanonischen Alters und fehlender Weihen. Am 2. Februar 1639 erteilte ihm der Apostolische Nuntius in Deutschland, Bischof Martino Alfieri, in der Kölner Jesuitenkirche die Bischofsweihe und am 26. März 1640 ernannte Urban VIII. Francesco Maria Machiavelli zum Patriarchen von Konstantinopel, wobei dieser das Bistum Ferrara behalten durfte. Schon im Folgejahr kreierte ihn der Papst im Konsistorium vom 16. Dezember 1641 zum Kardinal. Machiavelli erhielt als Kardinalpriester die Titelkirche von Santi Giovanni e Paolo. 1644 nahm er am Konklave teil, welches Papst Innozenz X. wählte.
Kardinal Machiavelli starb am 22. November 1653. Er wurde in der Kathedrale von Ferrara vor dem Schutzengelaltar begraben und dann zum Altar von San Lorenzo verlegt, wo auch sein Vorgänger beerdigt worden war.